# Isidro Lángara Galarraga
Isidro Lángara Galarraga   (Pasaia, 25 de maig de 1912 - Andoain, 21 d'agost de 1992) fou un futbolista basc que jugà per diferents equips com el Reial Oviedo, el Real Club España de Mèxic i el Club Atlético San Lorenzo de Almagro argentí. Va ser internacional amb la selecció espanyola.

## Biografia
Lángara començà jugant al futbol en equips modestos del País Basc com el Siempre Adelante de Pasajes, l'Andoain o el Tolosa CF, fins que l'any 1930 fitxà pel Reial Oviedo.
Amb el Real Oviedo debutà a Segona Divisió, arribant a debutar amb la selecció espanyola l'any 1932. L'any 1933 ascendí a Primera Divisió de la lliga espanyola de futbol, on Lángara aconseguí el Trofeu Pitxitxi de forma consecutiva les tres primeres temporades del conjunt asturià a la màxima categoria del futbol espanyol amb 27 gols la temporada 1933-34, 26 gols la 1934-35 i 27 gols la 1935-36. Amb l'esclat de la Guerra Civil Espanyola, la trajectòria del Reial Oviedo, que amb Lángara havia aconseguit acabar tercer de la Lliga, quedà truncada Lángara jugà 220 partits oficials amb el Reial Oviedo, on marcà 281 gols.
Lángara combaté en el bàndol republicà durant la Guerra Civil i l'any 1937 s'enrolà a la selecció de futbol del País Basc, combinat nacional creat pel Govern Basc amb la finalitat de recaptar fons a Europa pels refugiats bascos i realitzar una labor propagandística a favor del Govern Basc i la República. Després de la caiguda de Bilbao en mans franquistes, la selecció basca marxà a Amèrica.
L'equip recalà a Mèxic, on jugà la Liga Mayor 1938-39, sota la denominació de Club Deportivo Euzkadi, aconseguint el subcampionat per darrere de l'Asturias FC. Posteriorment, en finalitzar la Guerra, es dissolgué la selecció basca i Lángara optà per exiliar-se a l'Argentina on recalà a les files del Club Atlético San Lorenzo de Almagro.
Amb el San Lorenzo jugaria 4 temporades en les quals disputaria 121 partits marcant 110 gols, dades que el fan ser, encara avui dia, un dels màxims realitzadors de la història de l'equip blaugrana. L'any 1940, a més a més, aconseguí ser el màxim realitzador de la Lliga argentina, això no obstant, amb el San Lorenzo no aconseguí guanyar cap títol.
L'any 1943 Lángara fou contractat pel Real Club España on disputà tres temporades en les quals, a part d'aconseguir en dos ocasions el títol de màxim realitzador de la competició (1944 i 1946), aconseguí guanyar una Lligues, una Copa México i dos Campió de campions.
Finalment, l'any 1946, Lángara posà fi al seu exili voluntari on recalà novament en les files del Reial Oviedo, malgrat ser ja un jugador força veterà, on disputà dues temporades abans de retornar a Mèxic on es retiraria professionalment del futbol i s'hi quedaria a residir.
Posteriorment faria d'entrenador del Club de Deportes Unión Española xilè i del Puebla Fútbol Club mexicà, amb el qual guanyaria la Copa México de 1953. També fou entrenador, l'any 1955, del Club Atlético San Lorenzo de Almagro.
Abans de morir retornà al País Basc, on morí l'any 1992.

## Palmarès

### Com a jugador
- 1 Lliga mexicana de futbol: 1945 (Real España)
- 1 Copa México: 1944 (Real España)
- 2 Campió de campions mexicà: 1944 i 1945 (Real España)
- 3 Trofeu Pitxitxi: 1934, 1935 i 1936 (Real Oviedo)
- 1 Màxim realitzador de la Lliga Argentina: 1940 (San Lorenzo)
- 2 Màxim realitzador de la Lliga mexicana: 1944 i 1946 (Real España)

### Com a entrenador
- 1 Copa México: 1953 (Puebla)